# 鮑里西夫卡 (茲維亞海爾區)
50°33′59″N 27°21′9″E / 50.56639°N 27.35250°E
鲍里西夫卡（烏克蘭語：Борисівка），是烏克蘭日托米爾州茲維亞赫爾區兹维亚海尔市镇的村落。面積1.31平方公里，海拔高度216米，2001年人口421，人口密度每平方公里322.11人。